# Paula Lima
Paula Lima OMC (São Paulo, 10 de outubro de 1970) é uma cantora e compositora brasileira de MPB, soul e funk.

## Biografia
Segundo a mãe de Paula, ela acordava cantando no berço quando tinha apenas três anos de idade. Ela teve aulas de piano dos sete aos dezessete anos quando se formou pianista. Paula Lima também participava de festivais de canto na escola. Ela destaca como suas maiores influências Quincy Jones (tanto na carreira de cantor quanto na de produtor de Michael Jackson), Ella Fitzgerald, Elza Soares, Ed Motta, Gilberto Gil, Jorge Ben Jor, Gerson King Combo, entre outros.
Paula formou-se em Direito na Universidade Presbiteriana Mackenzie com a intenção de se tornar promotora. Após esse período, cursou também um ano de publicidade na FAAP.
No dia 31 de março de 2005, Paula Lima se casou com Ronaldo Bomfim em Higienópolis, na cidade de São Paulo. A cerimônia contou com personalidades como o seu amigo Seu Jorge. Além de casados, Paula e Bomfim possuem uma empresa juntos, uma lavanderia que foi aberta no ano de 2013.
No ano de 2021, submeteu-se a um exame de ancestralidade genética para descobrir mais informações sobre suas origens. O procedimento realizado confirmou que a cantora é descendente de diferentes povos: nigerianos, beninenses, angolanos, gambianos, gaboneses, camaroneses, portugueses, poloneses e indígenas.

## Carreira[7][8]

### Anos 90: Primeiros trabalhos
Em 1992, no terceiro ano de faculdade, Paula participou da primeira banda, a Unidade Móvel, liderada por Eugênio Lima e Will Robson, que mais tarde gerou a Unidade Bop, com Paulo Checolli. Com a banda, lançou o CD Quebrando o Gelo do Clube pela gravadora Eldorado.
Em 1995, foi convidada por Skowa, a integrar o Grêmio Recreativo Amigos do Samba, Rock, Funk & Soul e, com a banda, participou do CD 23 de Jorge Ben Jor, nas faixas "Princesa" e "Engenho de Dentro".
gravou com a dupla de Hip Hop Thaíde & DJ Hum a música Sr° Tempo Bom", no CD "Preste Atenção". Em 1997, fez parte da banda Zomba.
Entre 1998 e 2000, fez parte da Banda Funk Como Le Gusta participando do CD Roda de Funk.
Foi convidada em 2000 por Bernardo Vilhena, diretor artístico da Regata Música, a gravar um CD solo intitulado "É Isso Aí"
com Seu Jorge, que cede três músicas inéditas. O disco ainda conta com as participações de Gerson King Combo, Banda Black Rio, Ed Motta, Max de Castro, Ivo Meirelles, Funk'n'Lata e Xis.

### Primeiros passos da carreira solo: É isso aí e CD homônimo
Em 2001, Paula Lima deu o pontapé inicial da sua carreira solo com o CD É Isso Aí, que a projetou internacionalmente com lançamentos também na Europa e Japão. Devido ao sucesso do álbum, Paula recebeu a indicação como “Cantora Revelação do Ano” pelo Prêmio Multishow de Música Brasileira.
Em 2003, Paula lançou seu segundo CD solo, que recebeu o seu próprio nome. Ainda neste ano, a cantora marcou presença como uma das convidadas do projeto "Um barzinho e um violão", onde interpretou o hit “Só tinha de ser com você”, com mais de 1 milhão de acessos no YouTube.

### 2006 - 2009: Consolidação e primeiro projeto ao vivo
Em 2006, Paula Lima foi capa da Revista Latina, conhecida no mundo inteiro, devido ao sucesso do seu terceiro CD solo intitulado Sinceramente.
No dia 19 de agosto de 2008, estreou como jurada no reality show Ídolos, na Rede Record, de onde saiu no ano de 2011, para dar lugar à cantora Luiza Possi.
Em 2009, foi lançado a primeira produção ao vivo de sua carreira, o CD/DVD SambaChic. Essa produção, que foi gravada na Casa das Caldeiras, contou com a participação de Seu Jorge, Dona Ivone Lara e Toni Garrido.

### 2010 - 2013: Projetos na TV, na rádio, musical Cats e CD Outro Esquema
Em 2010, Paula conciliou o reality show Ídolos com o musical Cats, onde interpretou no Teatro Abril, em SP e no Vivo Rio, RJ, a protagonista Grizabella. Elogiado pelo público e pela crítica, o espetáculo se estendeu até o ano de 2011. Ainda em 2011, Paula Lima lançou seu quinto CD, o álbum “Outro Esquema – Inéditas, Remixes e Afins”.
Entre 2011 e 2012, Paula Lima integrou o espetáculo “Samba e Suor Brasileiro”, da Studio3 Cia. de Dança, dirigido por José Possi Neto, com apresentações pelo Brasil e em Paris, na França. Além disso, participou do show “Mulheres do Brasil cantam Chico Buarque”, com elenco composto por Daniela Mercury, Margareth Menezes e Elba Ramalho.
Em 2013, integrou o corpo de comentaristas do Carnaval de São Paulo Globeleza transmitido pela Rede Globo, onde permaneceu até 2015. Em julho de 2013, passou a integrar o corpo de jurados do "Mulheres que brilham" no Programa Raul Gil, do SBT.

### 2014 - Atualmente: O Samba é do bem e retorno ao suingue “black”
Em 2014, Paula lançou o seu primeiro CD dedicado totalmente ao samba. Intitulado O Samba é do Bem, Paula conquistou grande êxito ao se apresentar na Guiana Francesa e, mais uma vez, no Japão. Esse primeiro projeto dedicado totalmente ao samba rendeu a primeira indicação da cantora ao Grammy Latino.
Em novembro de 2015, Paula Lima lançou seu mais novo hit, a música Fiu Fiu. Composta por Pretinho da Serrinha, Gabriel Moura e Leandro Fab, a canção faz Paula retornar às origens do suingue "black" e estará no seu próximo EP, intitulado Samba Soul. A música faz parte também da trilha sonora do seriado Malhação, exibido pela Rede Globo. O segundo single desse projeto foi lançado em junho de 2016 e se chama "Mil Estrelas." Essa canção foi composta por Ivo Mozart e produzida por Alexandre Kassin no Rio de Janeiro.
No dia 19 de julho de 2016, a cantora retornou ao rádio com o seu aclamado programa, o "Chocolate Quente." Veiculado na Eldorado FM, o programa recebeu o prêmio de Melhor Programa Musical de Rádio em 2013.
Ainda em 2016, Paula Lima assumiu a posição de jurada mais uma vez. Exibido pela Rede Bandeirantes, Paula foi uma das juradas do Miss Universo Brasil 2016, que ocorreu no dia 1° de outubro. Além disso, ela também foi a principal atração musical do concurso, no qual interpretou a música "Fiu Fiu". Também em outubro, no dia 19, Paula Lima foi uma das grandes homenageadas na Festa Nacional da Música, um dos maiores encontros musicais da América Latina, que ocorreu na cidade de Porto Alegre.
Em julho de 2019, apresentou o show "Soul Lee", um tributo à Rita Lee em versões de soul e funk.

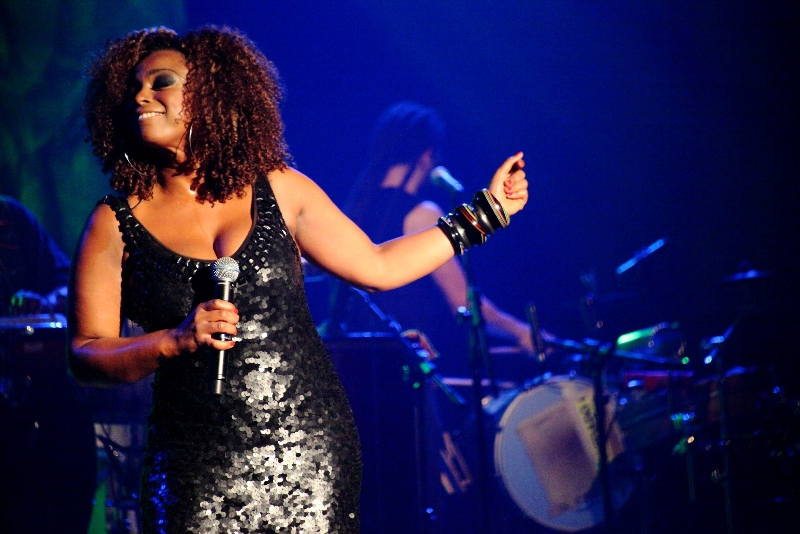
Teatro Sesi (2010)
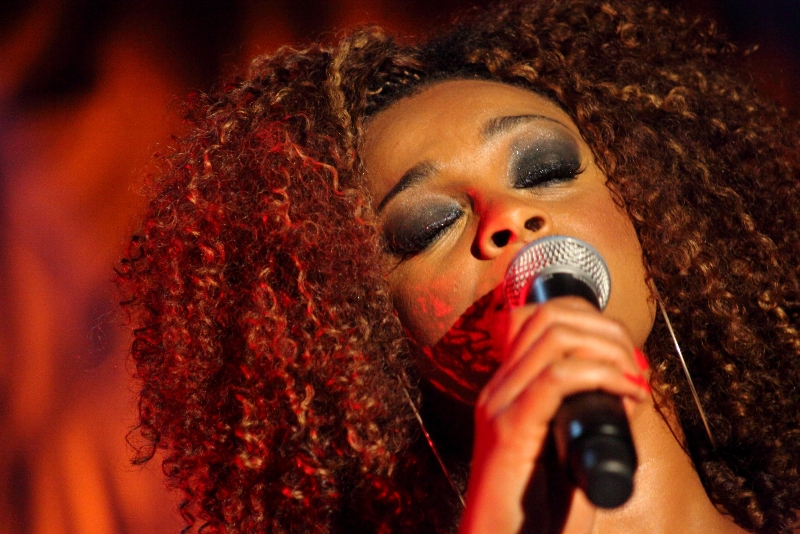
Teatro Sesi (2010)

## Discografia

### Com o Unidade Bop
- Quebrando o Gelo (1994)[1]

### Com o Zomba
- Zomba (1998)[21]

### Com o Funk Como Le Gusta
- Roda de Funk (1999)[1]

### Solo

#### - Discos em estúdio
- É Isso Aí (2001) - 500.000[22]
- Diva Paulista (Europeu - 2002)
- Paula Lima (2003)
- Sinceramente (2006) - aprox. 10.000[23]
- Outro Esquema (2011) -  aprox. 5.000[23]
- O Samba é do Bem (2014)
- Samba Soul (2017) *Ainda não lançado[24]

#### - Discos ao vivo
- SambaChic (2009)[12] aprox. 10.000[23]

#### DVDs
- SambaChic (2009) aprox. 10.000[12][23]

## Como Convidada
- 23 de Jorge Benjor (1993)[1]
- Preste Atenção de Thaíde & DJ Hum (1996)
- Swing & samba-rock do Clube do Balanço (2001)[25]
- Meus Ídolos  de Diego Moraes (2010)[26]
- Sambabook de Martinho da Vila (2013)[27]

## Singles
- 2001 - É Isso Aí
- 2001 - Eu Quero Ver Você No Baile
- 2003 - Gafieira S/A
- 2003 - Foi Para O Seu Bem
- 2003 - Serenata do Luar (Moonlight Serenade)
- 2006 - Novos Alvos[28]
- 2006 - Cuidar de Mim[28]
- 2006 - Eu Já Notei
- 2009 - Vou Deixar
- 2010 - Ela é a Tal
- 2012 - Sai da Geladeira
- 2013 - Aliança das Marés (Part. Péricles)
- 2013 - O Samba é do Bem
- 2014 - Trilha Sem Fim
- 2015 - Seja Homem
- 2015 - Love Affair
- 2015 - Fiu Fiu[16]
- 2016 - Mil Estrelas[29]

## Turnês
- Turnê Sinceramente (2006-2008) [30]
- Turnê Samba Chic (2009-2011) [31]
- Turnê Outro Esquema (2011-2013) [14]
- Turnê O Samba É do Bem (2013-2015) [32]
- Show Fiu Fiu (2015-2016) [33]
- Show Mil Estrelas (2016-2018)[34]

## Trilhas Sonoras[7][8]
| Ano  | Música             | Título               | Observação                                |
| ---- | ------------------ | -------------------- | ----------------------------------------- |
| 2001 | Margem da Pele     | Amores Possíveis     | Filme de Paulo Halm                       |
| 2003 | Moonlight Serenade | Mulheres Apaixonadas | Novela da Rede Globo                      |
| 2003 | Pacto com Baco     | Sexo, Amor e Traição | Filme de Renê Belmonte e Emanuel Jacobina |
| 2004 | O Olhar do Amor    | Seus Olhos           | Novela do SBT                             |
| 2010 | Ela é a Tal        | Ribeirão do Tempo    | Novela da Rede Record                     |
| 2016 | Fiu Fiu            | Malhação             | Novela da Rede Globo                      |

## Prêmios e Indicações[7][8]
| Ano  | Prêmio                                | Nomeação         | Categoria                        | Resultado |
| ---- | ------------------------------------- | ---------------- | -------------------------------- | --------- |
| 2001 | Prêmio Multishow de Música Brasileira | Paula Lima       | Cantora Revelação do Ano         | Indicação |
| 2007 | Prêmio TIM de Música                  | Sinceramente     | Melhor CD                        | Indicação |
| 2007 | Prêmio TIM de Música                  | Paula Lima       | Melhor Cantora de MPB            | Indicação |
| 2007 | Troféu Raça Negra                     | Paula Lima       | Melhor Cantora                   | Venceu    |
| 2013 | Prêmio APCA                           | Chocolate Quente | Melhor Programa Musical de Rádio | Venceu    |
| 2014 | Grammy Latino                         | O Samba é do Bem | Melhor Álbum de Samba/Pagode     | Indicação |